# Henning Worreschk
Henning Worreschk (* 18. November 1962 in Bremen) ist ein deutscher Kirchenmusiker, Komponist sowie baptistischer Diakon und Gemeindereferent.

## Leben
Henning Worreschk studierte nach Abschluss seiner schulischen Ausbildung von 1984 bis 1990 an der Hochschule für Musik und Theater in Hannover. Nach seiner Ersten und Zweiten Staatsprüfung war er vier Jahre Lehrer an einem Rostocker Gymnasium für die Fächer Musik und Deutsch; zwischenzeitlich wirkte er auch an er Musikschule Rostock.
In den kirchlichen Dienst trat Worreschk 1998 ein. Zunächst war er bis 2009 Kirchenmusiker in der Freien evangelischen Gemeinde Düsseldorf. Berufsbegleitend absolvierte er von 2007 bis 2009 eine Diakonenausbildung beim Neukirchener Erziehungsverein in Neukirchen-Vluyn und wechselte im Anschluss zur Baptistengemeinde Geesthacht, wo er 2010 die Stelle eines Gemeindediakons antrat. Im Frühjahr 2013 erhielt er seine offizielle Anerkennung als Gemeindediakon des Bundes Evangelisch-Freikirchlicher Gemeinden (BEFG). Der Titel seiner in diesem Zusammenhang verfassten Abschlussarbeit lautet: Musikarbeit in der Gemeinde – ein geistlicher Dienst.
Seit 2019 arbeitet Worreschk als Diakon in der baptistischen Kreuzgemeinde Neumünster. Gleichzeitig versieht er seit November 2019 einen Teilzeitauftrag in der Baptistengemeinde Hamburg-Altona, bei der es vor allem um „Seniorenarbeit mit dem Schwerpunkt Musik“ geht.
Neben seiner Gemeindearbeit, die auch Predigtdienste und Seelsorge umfasst, ist Worreschk auf unterschiedliche Weise auch im kirchenmusikalischen Bereich tätig. Er leitet Singefreizeiten, komponiert zahlreiche Begleitsätze zu Kirchenliedern und ist Bearbeiter und Mitherausgeber vieler Notensätze und Notensammlungen.
Henning Worreschk ist verheiratet und Vater von fünf Kindern.

## Veröffentlichungen (Auswahl)
als Herausgeber und Bearbeiter im Auftrag des Christlichen Sängerbundes, bzw. des Verlages Singende Gemeinde
- Singhefte des Christlichen Sängerbundes, Jahrgänge 2015, 2018, 2019, 2020 und 2021
- Singet dem Herrn (2015); darin enthalten: Preiset, preiset mit mir den Herren / Text: Psalm 34,4, Unterlegung und Bearbeitung: Horst Krüger, Damaris Hoch und Henning Worreschk; Musik: Carl Heinrich Graun
- Ich will rühmen Gottes Wort (2009) / Musik: Henry Purcell. Textunterlegung und Bearbeitung für vierstimmigen Chor: Henning Worreschk
- Chor und Gemeinde / Werkhilfe 2004–2005 zum Chorbuch Kommt herbei, singt dem Herrn (2003)
- Chor und Gemeinde / Werkhilfe 2002–2003 zum Chorbuch Wir vertrauen dir (2001)
- Chor und Gemeinde / Werkhilfe 2000–2001 zum Chorbuch Die Zeit in Gottes Händen (1999)
- Chor und Gemeinde / Werkhilfe 1998–1999 zum Chorbuch Unser Leben singe (1998)

Begleitsätze und Bearbeitungen in Feiern und Loben zu folgenden Kirchenliedern (Auswahl)
- Du bist heilig, du bist Herr (TuM: Per Gunnar Harling, 1990; deutscher T: Günter Balders, 1995; Begleitsatz: 2002)
- Halleluja, halleluja, halleluja, halleluja – das ist das Wort, mit dem man am besten Gott loben und preisen kann (TuM: Hella Heizmann, 1991; Begleitsatz: 2002)
- Bist zu uns wie ein Vater, der sein Kind nie vergisst (T: Matthäus 6,9-13; Christoph Zehender, 1995; M und Begleitsatz: Hans Werner Scharnowski, 1995; Bearbeitung: 2002)
- Anbetung, Ehre, Dank und Ruhm (T: Matthias Jorissen, 1793; M: Matthäus Greiter, 1525; Begleitsatz: 2002)
- Herr Jesus, Grundstein der Gemeinde (T: Karl Eisele, 1939; M: Langenöls, 1742; Satz (nach Johann Sebastian Bach): 2002)
- Wenn Christus heute Menschen sucht (TuM: Bodo Hoppe, 1969; Begleitsatz: 2002)
- Lord, I receive your gift of love (TuM: Judy Bailey, 2002; Begleitsatz: 2002)
- O komm, o komm, du Morgenstern (T: John Mason Neale, 1851/1861; Henri Sloan Coffin, 1916; M: Frankreich, 15. Jahrhundert; Begleitsatz: 1999)

Sonstiges
- Schaut den Stern. Weihnachtschorbuch. Unter Mitarbeit von Günter Balders, Claus-Erhard Heinrich und Henning Worreschk, herausgegeben von Horst Krüger. Wuppertal 2000.